# 道修町
道修町（どしょうまち）は、大阪府大阪市中央区の町名。現行行政地名は道修町一丁目から道修町四丁目。

## 概要
船場のうち北から5番目の町で、北は高麗橋・伏見町、南は平野町、東は東横堀川を挟んで東高麗橋、西は西横堀川跡の阪神高速1号環状線北行きを挟んで西区江戸堀・京町堀とそれぞれ接する。
東京都中央区の日本橋本町とともに、江戸時代から薬問屋が集積する「薬の街」であり、現在でも製薬会社が150軒ほどある。国内最大手の武田薬品工業や、住友ファーマ、塩野義製薬、小林製薬などの本社が所在する。

### 河川
- 東横堀川

## 歴史
1872年（明治5年）まで、現在の4丁目のうち御霊筋以西は古手町、西横堀川沿いは七郎右衛門町2丁目という町名だった。
江戸時代に、清やオランダからの輸入薬（唐薬種）を一手に扱う薬種問屋が店を出し、江戸幕府公認の株仲間「薬種中買仲間」を結成する。また、享保7年（1721年）には日本を産地とする薬（和薬種）を検査する和薬種改会所が設けられた。日本で商われる薬は、いったん道修町に集まり、品質と目方を保証されて全国に流通していった。その関係で現在でも製薬会社や薬品会社のオフィスが道修町通りの両側に多いことで知られている。武田薬品工業、塩野義製薬、カイゲンファーマ、小林製薬、田村薬品工業、住友ファーマ、扶桑薬品工業、田辺三菱製薬が本社を構えている。薬種問屋には、コニシのように、狭義の医薬品でなく化成品の道に進んだ企業もある。医薬品業界に関しては外資系も近畿を拠点とするところが多く、バイエル（大阪府大阪市北区）、アストラゼネカ（大阪市北区）、P&G（兵庫県神戸市中央区）、イーライー・リリー（神戸市中央区）などが挙げられる。
道修町にある少彦名神社は、薬の神様（薬祖神）として安永9年（1780年）に勧請された。人々はそれ以前から中国の薬神である神農を祀っていたため、双方を祀ることになった地元では少彦名命と合祀して「神農さん」と呼び、長く親しまれている。
日本初の薬学専門学校（現在の薬科大学に相当する）が設置されたのも道修町である（大阪道修薬学校、現：大阪薬科大学）。

### 地名の由来
町名の由来は、このあたりに「道修寺」という寺院があったからとする説や、江戸時代初期に北山道修（きたやま・どうしゅう）という薬学者がいたことにちなむとする説、江戸時代中頃まで上町台地と洲島との谷間にあたる道修町一丁目周辺が「道修谷」と呼ばれていたことに由来するという説、本願寺の教如上人がこの地に渡辺御堂という寺を建てたことから多くの堂衆が住むようになり、「堂衆」が「道修」に変じたという説などがある。

## 祭事
毎年11月23日に少彦名神社の祭祀である神農祭があり、前日の11月22日が宵宮である。付近は大阪市の中心街でありオフィス街としての無機質な町並みに突如として堺筋から御堂筋までのおまつり屋台街が出現する。市街地ど真ん中であるため周囲はほとんど子供の居ない地域であり、屋台は大人向けの「居酒屋」的な屋台で占められており、その中に挟まれるように普通のお祭りらしい屋台が存在する。通りには道修町に本社やオフィスを構える製薬会社の製品が笹にぶら下げられ、11月23日は休日なので宵宮はスーツ姿のサラリーマンやOLで遅くまで賑わい異様な雰囲気がある。

## 世帯数と人口
2023年（令和5年）3月31日時点の世帯数と人口は以下の通りである。
| 丁目                 | 世帯数  | 人口  |
| -------------------- | ------- | ----- |
| 道修町一丁目         | 62世帯  | 71人  |
| 道修町二丁目         | 41世帯  | 47人  |
| 道修町三丁目・四丁目 | 66世帯  | 154人 |
| 計                   | 169世帯 | 272人 |

### 人口の変遷
国勢調査による人口の推移。
| 1995年（平成7年）  | 75人  | [ 7 ]  |  |
| 2000年（平成12年） | 61人  | [ 8 ]  |  |
| 2005年（平成17年） | 41人  | [ 9 ]  |  |
| 2010年（平成22年） | 157人 | [ 10 ] |  |
| 2015年（平成27年） | 260人 | [ 11 ] |  |

### 世帯数の変遷
国勢調査による世帯数の推移。
| 1995年（平成7年）  | 30世帯  | [ 7 ]  |  |
| 2000年（平成12年） | 26世帯  | [ 8 ]  |  |
| 2005年（平成17年） | 20世帯  | [ 9 ]  |  |
| 2010年（平成22年） | 95世帯  | [ 10 ] |  |
| 2015年（平成27年） | 177世帯 | [ 11 ] |  |

## 事業所
2016年（平成28年）時点の経済センサス調査による事業所数と従業員数は以下の通りである。
| 丁目         | 事業所数  | 従業員数 |
| ------------ | --------- | -------- |
| 道修町一丁目 | 138事業所 | 3,017人  |
| 道修町二丁目 | 170事業所 | 2,747人  |
| 道修町三丁目 | 132事業所 | 4,062人  |
| 道修町四丁目 | 92事業所  | 3,084人  |
| 計           | 532事業所 | 12,910人 |

## 施設

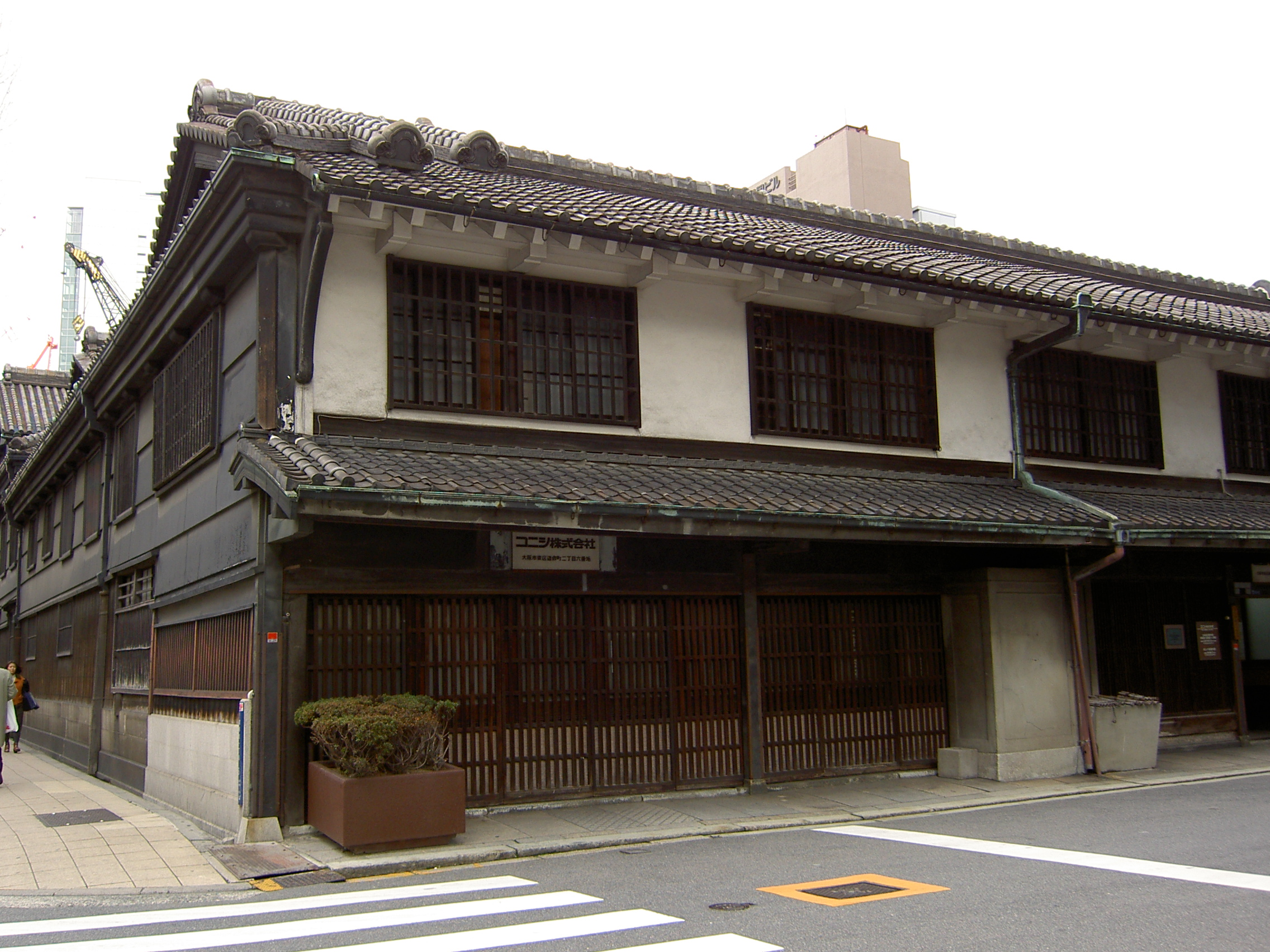
小西家住宅

- 東横堀緑公園
- 旧小西家住宅史料館 - 国の重要文化財
- 武田道修町ビル
- くすりの道修町資料館
- 田辺三菱製薬史料館
- 大阪ガス御堂筋東ビル

### 道修町にオフィスのある製薬会社
- カイゲンファーマ 本社・大阪営業所（旧社名・株式会社カイゲン 本社）
- 小林製薬株式会社 本社
- 塩野義製薬株式会社 本社
- 住友ファーマ株式会社 大阪本社（旧社名・大日本住友製薬株式会社 大阪本社）
- 武田薬品工業株式会社 大阪本社・関西支店
- アリナミン製薬株式会社 本店・大阪オフィス → 大阪オフィス
- 田辺三菱製薬株式会社 本社・営業本部・関西支店・ヘルスケア事業部（旧社名・田辺製薬株式会社 本社）
- 田辺三菱製薬工場株式会社 本社（田辺三菱製薬系列）
- 扶桑薬品工業株式会社 本社・大阪支店
- 丸善薬品産業株式会社 本社
- 富士フイルム和光純薬株式会社 本社・大阪営業所（富士フイルム系列）
- 伊藤由製薬
- 乾卯栄養化学
- イワキ株式会社 大阪オフィス
- エビス薬品
- 小野薬品工業株式会社 本店
- 関西薬品
- 小城製薬
- 金剛薬品
- シオエ製薬
- 鈴粉末薬品
- 関商
- 大鵬薬品工業株式会社 関西第一支店・コンシューマーヘルスケア西日本営業部（大塚グループ系列）
- 高砂薬業
- 田村薬品工業株式会社 本社
- 中間物商事 本社
- 東洋製薬化成
- 常盤植物化学研究所
- 日新化成
- 日本新薬株式会社 大阪支店
- 日本バルク薬品
- 日本粉末薬品
- 富士化学工業
- 富士カプセル
- 堀江生薬
- 丸三薬品
- 丸善製薬
- 三国
- 八ツ目製薬
- 山善製薬
- 横内製薬
- 米山薬品工業株式会社

### かつて存在した製薬会社企業
- 三共株式会社 大阪支店 → 大阪第一支店・大阪第二支店
- 第一製薬株式会社 大阪支店
- 第一三共株式会社 大阪支店本館・大阪支店別館
- 第一三共ヘルスケア株式会社 大阪支店 → 第三営業部・大阪第一支店・大阪第二支店・大阪第三支店（第一三共系列）
- 日本製薬株式会社 関西リージョン・大阪オフィス（武田薬品工業系列と販売提携）
- 天藤製薬株式会社 大阪本社・西日本支店・大阪第一営業所・大阪第二営業所（かつては武田薬品工業系列に所属していた）
- ダイト株式会社 大阪支店
- ワイス株式会社（かつては武田薬品工業系列に所属していた 旧社名・日本レダリー株式会社 → 日本ワイスレダリー株式会社）京阪神支店
- 武田医薬データサービス株式会社 本社（かつては武田薬品工業系列に所属していた）
- グレラン製薬株式会社 大阪支店 → 大阪第一支店・大阪第二支店
- 大日本製薬株式会社 本社
- マルピー薬品株式会社 本社
- 住友製薬株式会社 大阪本社（旧社名・住友化学工業株式会社 医薬事業部）
- 住友製薬ヘルスケア株式会社 本社
- 菱山製薬株式会社 本社
- ニプロファーマ株式会社 本社
- 吉富製薬株式会社 本社（かつては武田薬品工業系列に所属していた）
- ウェルファイド株式会社 お客様相談室（かつては武田薬品工業系列に所属していた）
- 藤沢薬品工業株式会社 本社 → 大阪本社
- アステラス製薬株式会社 道修町事業所
- 武田コンシューマーヘルスケア株式会社 登記上本店・大阪御堂筋オフィス → 大阪オフィス（かつては武田薬品工業系列に所属していた）
- 和光純薬工業株式会社 本社・本社東館
- 大日本住友製薬株式会社 本社・北浜オフィス → 大阪本社・北浜オフィス → 大阪本社
- 田辺製薬株式会社 本社・医薬営業本部・ヘルスケア事業部
- 田辺製薬商事株式会社 本社
- 田辺製薬販売株式会社 本社・営業本部・西日本営業グループ・大阪営業所（かつては田辺三菱製薬系列に所属していた）
- 東京田辺製薬株式会社 大阪支店
- 三菱東京製薬株式会社 大阪支店・西日本支社
- 三菱ウェルファーマ株式会社 大阪支店
- 田辺三菱製薬株式会社 旧本社ビル社屋・道修町ビル
- 吉富薬品株式会社 本社・営業本部

### 製薬会社以外の企業
- アサヒ軽金属工業 本社ビル - 2023年8月、大阪市中央区瓦町の旧本社ビルから移転。

## 交通

### 鉄道
地内に駅はなく、西側は地下鉄御堂筋線の淀屋橋駅、東側は北浜駅が最寄り駅である。

### 道路
国道
- 国道25号（御堂筋）

主要地方道
- 大阪府道102号恵美須南森町線（堺筋）

## その他

### 日本郵便
- 〒541-0045[3]（集配局：大阪東郵便局[13]）